# Stethophyma grossum
Stethophyma grossum es una especie de saltamontes de la subfamilia Oedipodinae, familia Acrididae.

## Distribución y hábitat
Stethophyma grossum se distribuye en toda Europa, con algunos registros en Asia occidental. En las islas británicas está restringido a New Forest, Dorset e Irlanda. Es la especie más grande de saltamontes que se encuentra en las islas británicas.
El hábitat consiste típicamente en praderas húmedas y pantanos en toda su área de distribución. En el sur de Inglaterra, la especie se encuentra con mayor frecuencia en pantanos de musgos del género  Sphagnum.